# Щерба Лев Володимирович
Ле́в Володи́мирович Ще́рба (біл. Леў Уладзіміравіч Шчэрба; 3 березня 1880, Ігумен, Мінська губернія — 26 грудня 1944, Москва) — російський та радянський мовознавець, доктор філологічних наук, професор Петроградського (тепер Санкт-Петербурзький) університету (з 1916), академік АН СРСР (з 1943), засновник ленінградської фонологічної школи, основоположник теорії лексикографії. Найбільший внесок зробив у загальне мовознавство, фонологію, фонетику, лексикологію та лексикографію, а також серед його наукових інтересів були синтаксис та граматика.

## Наукова діяльність
Свою фонологічну теорію він виклав у працях «Російські голосні в кількісному і якісному відношенні» (1922) і «Фонетика французької мови» (1937). На відміну від Бодуена де Куртене фонему визначав не психологічно, а на основі фонетичних критеріїв як клас близьких за фізичними властивостями (фізичною подібністю) звуків, як звуковий тип, здатний диференціювати слова і їхні форми. Так, у російському слові вода [влда] звуки [л] і [а] розглядає як різновиди однієї фонеми /а/. Звуки кваліфікує як варіанти (відтінки) фонеми, тобто як те конкретне, в якому реалізується загальне (фонема).
У праці «Про частини мови в російській мові» (1928) Лев Володимирович викладає власне розуміння частин мови. Заперечує формальний підхід до визначення частин мови, якого дотримувалася Московська лінгвістична школа: частини мови виділяли за морфологічними ознаками. На його думку, частини мови — не морфологічні і не синтаксичні класи, їх не можна також виділяти лише на й основі семантичного критерію, а на його думку слід враховувати одразу всі три критерії: семантичний, морфологічний і синтаксичний. Уперше в мовознавстві Лев Щерба виокремлює як частину мови станівник (треба, важко, жаль, рад тощо).
Велику теоретичну цінність має стаття Щерби «Про троякий аспект мовних явищ і про експеримент у мовознавстві» (1931). Замість соссюрівської дихотомії «мова — мовлення» він запропонував трихотомію «мовленнєва діяльність — мовний матеріал — мовна система».

## Праці
- Доповнення і поправки до «Російського правопису» Я. К. Грота з довідковим покажчиком до нього / Дополнения и поправки к «Русскому правописанию» Я. К. Грота со справочным указателем к нему (1911);
- Російські голосні в якісному та кількісному відношенні / Русские гласные в качественном и количественном отношении (1912);
- Східнолужицьке наріччя / Восточнолужицкое наречие (1915);
- Про частини мови в російській мові / О частях речи в русском языке (1928);
- Як треба вивчати іноземні мови / Как надо изучать иностранные языки (1929);
- Словник російської мови / Словарь русского языка, т. IX (1935);
- Російсько-французький словник / Русско-французский словарь (1936);
- Фонетика французької мови. Нарис французької вимови у поірвнянні з російською / Фонетика французского языка. Очерк французского произношения в сравнении с русским (1937);
- Російсько-французький словник для середньої школи / Русско-французский словарь для средней школы (1940).